# 富瓦萨克 (阿韦龙省)
富瓦萨克（法語：Foissac，法語發音：[fwasak]）是法国阿韦龙省的一个市镇，属于鲁埃格自由城区。

## 地理
富瓦萨克（44°30'40"N, 2°0'14"E）面积9.68 平方千米，位于法国奧克西塔尼大區阿韦龙省，该省份为法国南部内陆省份，位于法國中央高原南部，北起顺时针与康塔爾省、洛泽尔省、加尔省、埃罗省、塔恩省、塔恩-加龙省和洛特省接壤。
与富瓦萨克接壤的市镇（或旧市镇、城区）包括：巴拉吉耶多尔特、蒙萨莱斯、科斯和迪耶日、维勒讷沃。

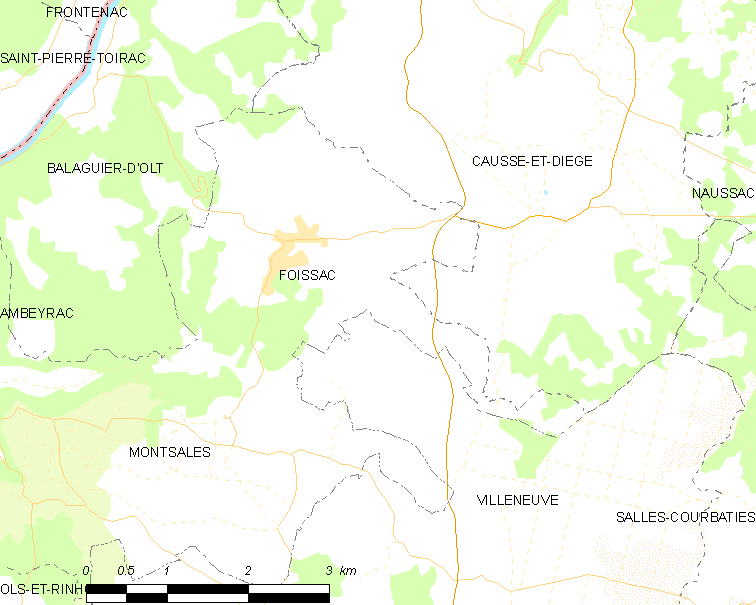
的OSM定位图

富瓦萨克的时区为UTC+01:00、UTC+02:00（夏令时）。

## 行政
富瓦萨克的邮政编码为12260，INSEE市镇编码为12104。

## 政治
富瓦萨克所属的省级选区为洛特-蒙巴济努瓦县。

## 人口

1962-2008年间人口变化图示

富瓦萨克于2022年1月1日时的人口数量为470人。